# المكحل (ذمار)
المكحل هي إحدى قرى الجمهورية اليمنية. تتبع جغرافيا لمحافظة ذمار وإداريًا لمديرية الحداء. يبلغ تعداد سكانها 3080 نسمة حسب الإحصاء الذي أجري عام 2004.